# Alergia a alimentos

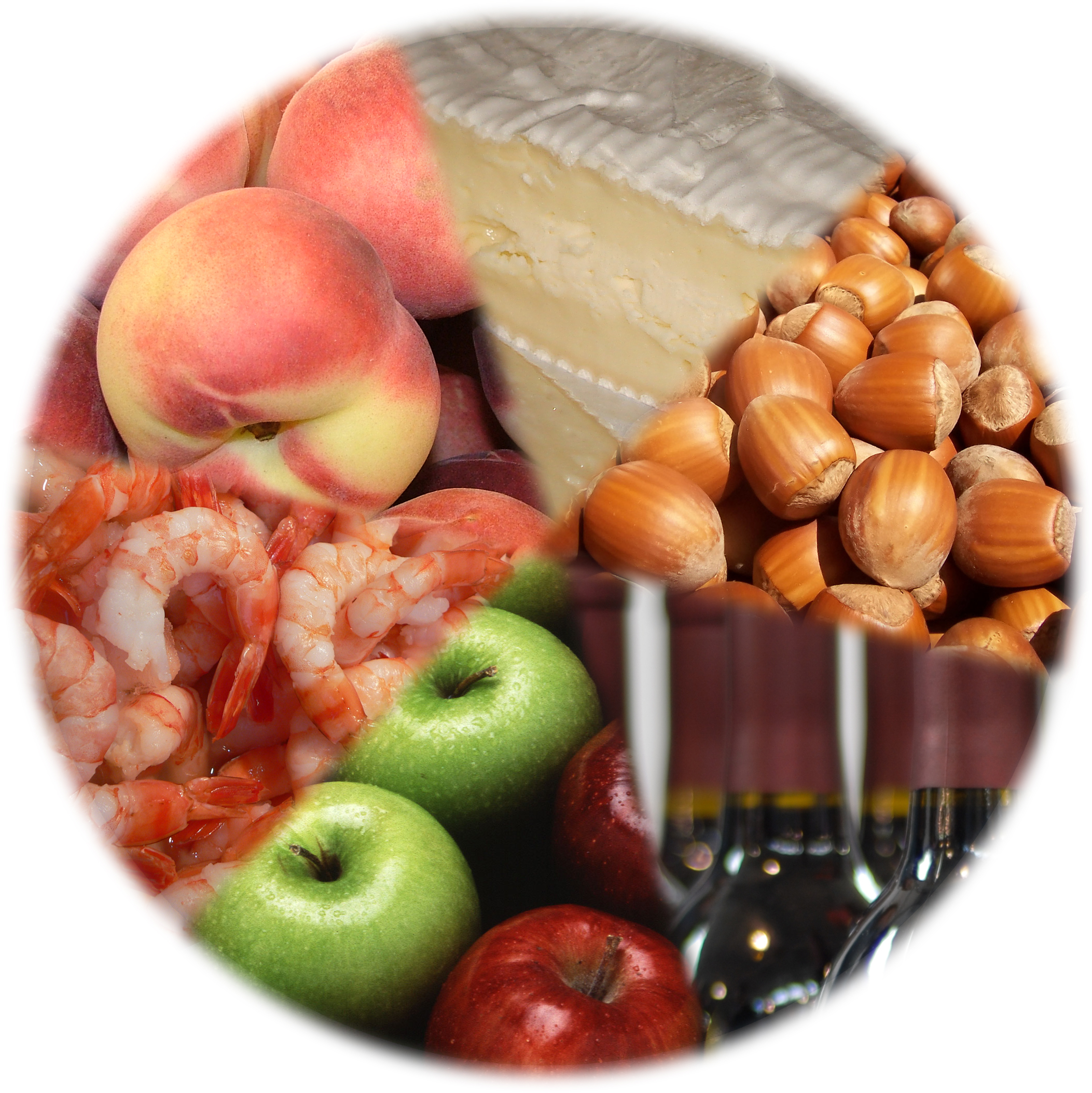
Tipos de comidas que pueden causar alergias en adultos.

La alergia alimentaria es una respuesta inmune exagerada del organismo cuando entra en contacto con el alérgeno alimentario ("sustancia extraña"). Estas sustancias capaces de provocar una reacción alérgica se conocen como sustancias alergénicas o alérgenos.
Las alergias a alimentos más frecuentes en niños son al huevo, a la leche y al pescado. En los adultos destacan las alergias a frutas y frutos secos, seguidos por marisco y pescado.
Una vez establecido el diagnóstico e identificado el alimento responsable, la primera medida a tomar es la prevención. En algunos casos, como el de los frutos secos o la leche, esta puede ser complicada ya que son ingredientes que se encuentran en muchos alimentos de forma enmascarada u oculta. Es importante disponer de la máxima información sobre el alimento que produce la alergia, conocer en que comidas (procesadas o no) se puede encontrar y evitar su consumo.
En sus formas leves pueden ser de naturaleza transitoria (ceden con el tiempo), pueden provocar cuadros cutáneos (desde urticarias a eccemas pasando por la dermatitis atópica), cuadros gastrointestinales (ej. diarrea crónica), molestias digestivas inespecíficas, náuseas-vómitos, dificultades para tragar (esofagitis eosinofílica) y en casos severos shocks anafilácticos con riesgo de muerte.
Estos síntomas debidos a la alergia a alimentos pueden ser muy variados. Los más frecuentes son picor en la boca, hinchazón de labios o lengua, náuseas, vómitos o diarrea, picor o urticaria generalizada (“habones” o “ronchas”), angioedema (hinchazón) de labios, párpados, rinitis (picor, estornudos, congestión nasal), asma (ahogo, pitos o sibilantes en el pecho, tos) y mareo, caída de tensión, y pérdida de consciencia (choque anafiláctico).
El diagnóstico de una alergia a alimentos se basa en la demostración de anticuerpos de tipo IgE frente al alimento que ha inducido síntomas. Para ello es muy importante la realización de una historia clínica detallada, que incluya: tipo de síntomas, tiempo transcurrido entre la ingesta y la aparición de estos, cantidad y preparación culinaria del alimento, factores asociados a la ingesta (ejercicio, consumo de fármacos tipo antiinflamatorios no esteroideos, estrés…), tolerancia previa y posterior del alimento, repetición o no de la reacción en relación con el alimento, tratamiento requerido y tiempo de resolución.
No se debe confundir la alergia a alimentos con la intolerancia a los alimentos, que es la incapacidad de consumir ciertos alimentos o nutrientes sin sufrir efectos adversos sobre la salud. Los efectos pueden ser más o menos rápidos sobre la salud. La intolerancia a los alimentos se distingue de las alergias en que estas últimas provocan una respuesta del sistema inmune, activando la Inmunoglobulina E (IgE) u otros mecanismos inmunes; y las intolerancias se deben en general a déficit enzimático que impide la adecuada metabolización del nutriente. Un caso especial lo constituye la enfermedad celíaca, normalmente referida como una "alergia" o una "intolerancia" al gluten, cuando en realidad no es ni una alergia ni una simple intolerancia. Se trata de una enfermedad multiorgánica autoinmune, en la que una respuesta inmunitaria anormal causada por el gluten daña el intestino y puede dar lugar a la producción de diferentes autoanticuerpos que atacan a diversos órganos y sistemas.

## Etiología

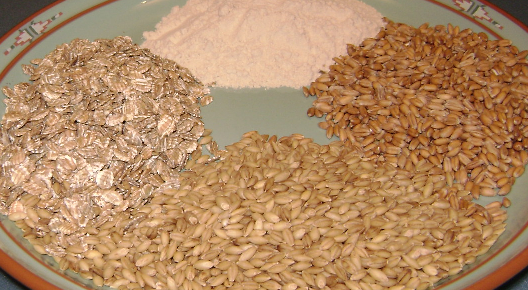
Fotografía de 4 fuentes de gluten. Arriba: Harina de trigo con alto contenido de gluten. Derecha: Espelta europea. Abajo: Cebada. Izquierda: Copos de centeno laminados.

Actualmente, se ha demostrado que el aumento de la permeabilidad intestinal juega un papel clave en el desarrollo de las alergias alimentarias. Los dos factores más potentes que provocan aumento de la permeabilidad intestinal son ciertas bacterias intestinales y el gluten,  independientemente de la predisposición genética, es decir, tanto en celíacos como en no celíacos.

## Diagnóstico
Se basa en la historia clínica y en las pruebas de alergia. Estas se pueden hacer en piel mediante Prick o Escarificación (test cutáneos), en sangre, determinando IgE o Inmunoglobulina E, específica frente a los alimentos en cuestión. El prick-prick que consiste en hacer los test cutáneos con el alimento directamente, el Rub test en algunos casos y por último la provocación controlada con el alimento en cuestión cuando hay dudas.
En población pediátrica, también se considera la observación clínica de los síntomas tras la ingesta, así como la colaboración con especialistas en nutrición y gastroenterología para descartar intolerancias alimentarias u otros trastornos digestivos que puedan confundirse con reacciones alérgicas.

## Prevalencia
La prevalencia estimada de las alergias alimentarias en el mundo según la OMS es del 1 % al 3 % en los adultos, y del 4 % al 6 % en los niños.
En España la alergia a los alimentos está creciendo, ya que se ha duplicado el número de diagnósticos en poco más de 
una década, pasando de una prevalencia de 3,6 % en 1992 al 7,4 % en 2005. De acuerdo con el Informe Alergológica, elaborado por la Sociedad Española de Alergología e Inmunología Clínica (SEAIC), en la última década se ha duplicado el número de personas afectas por una reacción alérgica a los alimentos.

## Terminología
- Hipersensibilidad a alimentos (alergia): Grupo de síntomas que ocurren, de manera local, en el aparato gastrointestinal o en órganos distantes, a causa de una reacción inmune mediada por IgE, con la ingestión de alimentos o aditivo alimentarios.
- Reacción adversa a alimentos: Respuesta clínica anormal que aparece como consecuencia de la ingestión de un alimento o aditivo alimentario.
- Anafilaxia alimentaria: Reacción alérgica severa clásica mediada por IgE y con liberación masiva de mediadores químicos.
- Intolerancia alimentaria: Incluye una respuesta fisiopatológica a un alimento o aditivo alimentario en donde no hay participación inmune, incluyendo en esta categoría la idiosincrasia farmacológica, metabólica o tóxica. Ejemplos de intolerancias alimentarias son la intolerancia a la lactosa y la malabsorción de fructosa.
- Intoxicación alimentaria: Denota un efecto adverso secundario a la acción directa de un alimento o aditivo alimentario sobre el huésped, sin participación inmune a pesar de existir liberación de mediadores químicos, las toxinas pueden proceder del mismo alimento o de microorganismos.
- Alérgeno: es una molécula antigénica que toma parte en la reacción inmune que produce una alergia.
- Inmunogenicidad: es la capacidad de una molécula determinada para sensibilizar al sistema IgE humano.
- Alergenicidad: es la capacidad de una molécula determinada para provocar una reacción alérgica en individuos sensibilizados.
- Antigenicidad: es la capacidad que tiene una determinada molécula de promover en el sistema inmune la síntesis de anticuerpos distintos a la IgE, es decir de IgG, IgA e IgM. El anticuerpo o el receptor de linfocitos se unen a una parte muy limitada de la molécula denominada epítope; los determinantes antigénicos son epítopes en el sistema IgE, IgA, IgG e IgM.
- Epítopo: es la parte limitada de la molécula del alérgeno a la que se une el anticuerpo (o el receptor del linfocito).
- Determinantes alergénicos: son epítopes del sistema IgE.
- Determinantes antigénicos: son epítopes de los sistemas IgG, IgA e IgM. Los determinantes antigénicos suelen ser configuracionales y pueden ser destruidos fácilmente, mientras que los determinantes alergénicos son secuenciales y, por tanto, más resistentes.
- Reactividad cruzada: es la que aparece en la posible interacción entre el lugar de unión de un anticuerpo y el mismo determinante alergénico presente en diferentes moléculas. Todas las moléculas desencadenan reacciones alérgicas en pacientes sensibles a una de esas moléculas incluso sin que exista exposición previa alguna.

## Manifestaciones
- Gastrointestinal: Vómito, diarrea, dolor abdominal, reflujo.
- Respiratorias: Rinitis, broncoespasmo, estridor laríngeo, otitis media.
- Neurológicas: Migraña, hiperactividad, trastornos del sueño.
- Genito-Urinarias: Enuresis, síndrome nefrótico, proteinuria ortostática.

## Tratamiento
Existen diversos medicamentos útiles para disminuir los síntomas como los antihistamínicos, corticoesteroides, cromoglicato de sodio, ketotifeno, broncodilatadores, y epinefrina autoinyectable en caso de reacciones anafilácticas, así como identificación a través de brazaletes o collares que indiquen que el paciente es gravemente alérgico a determinado alimento.
No está indicada la inmunoterapia específica a alimentos, células B, epitopes alterados de células T, todos ellos en fase de experimentación en modelos. No se recomienda tomar medicamentos que pudiesen prevenir los síntomas previo a la ingesta del alimento agresor, ya que los síntomas pueden ser casi fatales en algunas personas, a pesar de tomar previamente medicamentos como los antihistamínicos, corticoesteroides y estabilizadores de membrana.

## Alimentos que pueden producir alergia
Los alimentos implicados con mayor frecuencia y que causan las reacciones más graves son los cereales que contienen gluten, los crustáceos, huevos, pescados, soja, leche, cacahuete y otros frutos secos. Al menos 70 alimentos se han correlacionado como causantes de alergias alimentarias.
En España, las frutas son el primer alimento causante de alergia, seguido de los frutos secos, los mariscos y los pescados. En niños españoles, las alergias alimentarias más frecuentes son la leche y el huevo.
Ejemplos de alimentos y sustancias con potencial alergénico son:
- Leche de vaca (caseína, proteína láctea).
- Huevo.
- Frutas frescas: manzana, plátano, fresas, kiwi, papaya, aguacate, melocotón, albaricoque, nectarina, melón, sandía, cereza, durazno, ciruela, naranja, pomelo.
- Vegetales: (tomate, apio, perejil, zanahoria).[11]
- Frutos de cáscara: almendra, avellana, castaña, pistacho, anacardo, nuez, cacahuete.[12]
- Legumbres (lenteja, garbanzo, guisante, soja, arveja, poroto).
- Pescado blanco (bacalao, pescadilla, merluza, gallo).
- Pescado azul (sardina, caballa, atún).
- Mariscos: mayoritariamente crustáceos (gamba, langostino, cangrejo, nécoras, cigalas, centollos, langostas, camarón) y, en segundo lugar, moluscos (ostra, mejillón, calamar).
- Cereales y harinas que contienen gluten (no confundir con celiaquía): trigo, centeno, cebada, avena, espelta.
- Cereales sin gluten: maíz, arroz.
- Semillas: sésamo
- Embutidos (mortadela)
- Especias (mostaza, pimienta)
- Chocolate
- Colorantes y aditivos: sulfito y benzoato sódico (conservante), glutamato monosódico (saborizante).

Las alergias e intolerancias alimentarías tienen gran importancia dentro del ámbito de la seguridad alimentaría, por ello las autoridades sanitarias tanto a nivel europeo como nacional, han establecido normas que obligan a informar de la presencia de alérgenos cuando se incorporan como ingredientes a los alimentos. El etiquetado pasa a ser una herramienta imprescindible en seguridad alimentaría con el fin de evitar problemas de salud a la población que sufre alergias e intolerancias alimentarías. Además, de tener en cuenta el etiquetado, conviene saber que hay alergias, como la del pescado, que en algunas personas se desencadena solo con el hecho de oler los vapores de cocción del mismo.
Actualmente las exigencias sobre la declaración de sustancias susceptibles de causar alergias e intolerancias en España, están recogidas en el Real Decreto 1334/1999 de 31 de julio, por el que se aprueba la Norma general de etiquetado, presentación y publicidad de los productos alimenticios. El Anexo V del citado Real Decreto recoge la lista de ingredientes susceptibles de producir alergias y que obligatoriamente deben ir en el etiquetado de los productos alimenticios que los contengan.
Esta normativa será sustituida por el Reglamento (UE) n.º 1169/2011, sobre la información alimentaría facilitada al consumidor, a partir del 13 de diciembre de 2014. Este reglamento en su Anexo II recoge las sustancias o productos que causan alergias o intolerancias y como novedad establece que también los alérgenos deberán ser indicados en los alimentos no envasados destinados al consumidor final.

## Otras alergias relacionadas
- Alergia al látex.
- Alergia a conservantes (p/ej. sulfitos)